# Antonio Villa (malacologo)
Antonio Villa (Milano, 24 agosto 1806 – Milano, 26 giugno 1885) è stato un entomologo e malacologo italiano.

## Biografia
Compiuti gli studi classici presso il liceo di Sant'Alessandro e conseguita la laurea in ingegneria, Antonio Villa ha formato con il fratello Giovanni Battista un proficuo sodalizio, durato tutta la vita, di interessi, viaggi, ricerche e pubblicazioni in varie discipline, dalla paleontologia alla concologia, dall'entomologia alla geologia.  Socio di numerose accademie, fra cui la Accademia Gioenia, è stato fra i fondatori della Società Entomologica Italiana e della Società Italiana di Scienze Naturali, della quale ha retto lungamente la vicepresidenza.
Con Giovanni Battista ha creato un'importante collezione privata di fossili e minerali, insetti e conchiglie, in seguito donata al Museo civico di storia naturale di Milano (infine andata distrutta), di cui hanno curato il catalogo nel 1841. Si è occupato prevalentemente di molluschi e di insetti, dando alle stampe, unitamente e disgiuntamente al fratello, numerosi saggi, e in particolare i cataloghi dei molluschi (1844 e 1871) e dei lepidotteri (1865) della Lombardia. Si è anche occupato, tra le altre specie, di coleotteri (cantaridi e curculionidi). Nel 1860 ha pubblicato nel «Politecnico» una relazione sulle perle e sui modi di loro produzione artificiale.
Ha altresì pubblicato, con Giovanni Battista, una lunga memoria, che ha registrato tre edizioni (dal 1847 al 1858), sull'importanza della cura dei boschi come prevenzione ai dissesti idrogeologici. Dopo la morte è stato tumulato a Rogeno.

## Opere principali

### Entomologia
- (con G.B. Villa) Coleoptera Europae dupleta in collectione Villa, 2 voll., s.e., Milano 1833-1838.
- (con G.B. Villa) Catalogo dei coleopteri della Lombardia, Tip. Bernardoni, Milano 1844.
- Degli insetti carnivori adoperati a distruggere le specie dannose all'agricoltura. Memoria entomologica agraria, Tip. Valentini e c., Milano 1845.
- Le cetonie, s.e., Milano 1856.
- Sulla monografia del bombice del gelso del dottor Emilio Cornalia. Relazione, Stab. Tip. Boniotti, Milano 1857.
- Sui curculioniti dell'agro pavese enumerati dal dottor Prada. Relazione, Tip. Bernardoni, Milano 1860.
- Apparizione periodica della Carruga comune o Melolonta, Tip. Patronato, Milano 1863.
- Le Cantaridi, Borroni, Milano 1864.
- Le farfalle. Memoria, Legros, Milano 1865.
- (con G.B. Villa), Catalogo dei lepidopteri della Lombardia, Tip. Bernardoni, Milano 1865.
- (con G.B. Villa), Notizie sulle cavallette o locuste, Tip. Redaelli, Milano 1867.
- Gli insetti longicorni, Redaelli, Milano 1867.
- (con G. Balsamo Crivelli e E. Cornalia) Sopra gl'insetti che devastano i campi della bassa Lombardia, in «Rendiconti del R. Istituto Lombardo», s. II, 1868, vol. I, n. 12, pp. 9.
- (con G.B. Villa), Coleopterorum diagnoses observationesque repetitae in catalogo dupletorum et supplementis extantes, novis annotationibus aucta, Tip. Bernardoni, Milano 1868.
- (con G.B. Villa) Lo studio degli insetti in Lombardia applicato all'agricoltura, Tip. Bernardoni, Milano 1876.

### Geologia
- (con G.B. Villa), Sulla costituzione geologica e geognostica della Brianza e segnatamente sul terreno cretaceo, Spettatore Industriale, Milano 1844.
- (con G.B. Villa), Utilità dei boschi montani nella Lombardia: specialmente a riparo dei disastri meteorici, modo di rimetterli, conservarli, e difenderli dai guasti massime degli insetti,  Tip. de' Classici Italiani, Milano 1847.
- Intorno agli studi geologici e paleontologici sulla Lombardia del sac. professore Antonio Stoppani. Relazione, Soc. Tip. de' classici italian, Milano 1858.
- (con G.B. Villa), Le epoche geologiche, Soc. It. de' Classici Italiani, Milano 1862 online.
- Relazione di gite malacologiche e geologiche nella Brianza e nei dintorni di Lecco e particolarmente alla nuova miniera di piombo argentifero nella Valsassina, «Giornale degli ingegneri», 1863, vol. 11, pp. 108–116.
- Del Canale Ritorto. Memoria, Tip. Richiedei, Milano 1875.
- Cenni geologici sul territorio dell'antico distretto di Oggiono, s.e., Milano 1878.

### Malacologia e Concologia
- (con G.B. Villa), Dispositio systematica conchyliarum terrestrum terrestrium et fluviatilium, Borroni e Scotti, Milano 1841 online
- (con G.B. Villa), Catalogo dei molluschi della Lombardia, Tip. Bernardoni, Milano 1844.
- (con G.B. Villa), Sulla distribuzione oro-geografica dei molluschi terrestri nella Lombardia, Tip. Bernardoni, Milano 1849.
- Intorno all'Helix frigida. Lettera, s.e., Pavia 1854.
- Intorno tre opere di malacologia del sig. Drouet di Troyes. Relazione, Redaelli, Milano 1856.
- Sull'origine delle perle e sulla possibilità di produrle artificialmente. Relazione, «Il Politecnico», 1860, fasc. 48, pp. 19.
- Della annessione dei molluschi di Savoja e Nizza alla fauna francese. Osservazioni, «Il Politecnico», 1862, vol. 14, pp. 13.
- (con G.B. Villa), Clausilia Isseli, specie nuova, Nistri, Pisa 1868.
- (con G.B. Villa), Specie e varietà di molluschi della Lombardia. Catalogo sinonimico, Nistri, Pisa 1871 online